# Bradgate Park
Bradgate Park är en park i civil parish Newtown Linford, i distriktet Charnwood, i grevskapet Leicestershire, i England. Bradgate Park var en civil parish 1858–1884 när det uppgick i Newtown Linford, Anstey och Ulverscroft. Civil parish var belägen 9 km från Leicester och hade 6 invånare år 1881.